# Incilius cristatus
El sapo cresta grande (Incilius cristatus) es un anfibio pequeño de la familia Bufonidae, endémica del centro de la Sierra Madre Oriental (México) en Puebla y Veracruz, México. Vive en bosques nublados y cerca de cuerpos de agua. Está sujeta a protección especial (Pr) por la NOM-059 de México, y en peligro crítico (CR) por la lista roja de la IUCN.

## Clasificación y descripción de la especie
Es un sapo de la familia Bufonidae del orden Anura. De color café oscuro en toda la superficie dorsal en hembras. Los machos pueden tener la región del cuerpo de color café claro, ligeramente gris en el nivel de las series de espinas laterales y a veces tienen barras transversas ligeramente visibles. Se caracteriza por tener la cresta que se  encuentra atrás de los ojos, muy grande y ovalada. Las glándulas parotoides son notablemente grandes y ovoides. El tímpano es pequeño y en ocasiones no se distingue. La longitud del hocico a la cloaca en un macho adulto puede ser de entre 5.8 cm y en las hembras alcanzan una longitud entre 7.3 a 9 cm 1.

## Distribución de la especie
Endémica de la Sierra Madre Oriental en México, en el centro-occidente de Veracruz, principalmente en los alrededores de Jalapa y en algunas localidades al norte de Puebla 1,2.

## Ambiente terrestre
Vive en bosque mesófilo de montaña entre los 1200 y los 2000 m s. n. m. Se encuentra asociado a ambientes aún conservados asociados a cuerpos de agua, sin embargo, los individuos colectados se han encontrado en la vegetación acuática de los bosques de galería.

## Estado de conservación
Las razones por las que están declinando sus poblaciones son la pérdida de hábitat y la contaminación. No hay registros de la especie publicados recientemente. Sin embargo, en Naturalista hay observaciones de 2019. Se considera sujeta a protección especial (Norma Oficial Mexicana 059) y críticamente amenazada en la Lista Roja de la UICN. No se encuentra en Apéndices de CITES.